# ایزلون
شهر ایزلوندر ایالت نوردراین-وستفالن در کشور آلمان واقع شده‌است.